# Sands kommun
Sands kommun (norska: Sand kommune) var en kommun i Rogaland fylke i sydvästra Norge. Kommunen omfattade ett område i den nordvästra delen av nuvarande Suldals kommun (Sands socken). Tätorten Sand utgjorde kommunens centralort.

## Administrativ historik
Sands kommun upprättades 1859 genom utbrytning ur Jelsa kommun. Kommunen hade 1 600 invånare vid upprättandet.
Den 1 januari 1965 gick Sands kommun, tillsammans med Erfjords kommun och delar av kommunerna Imsland och Jelsa, upp i Suldals kommun. Kommunens hade då 1 135 invånare.